# Ingrid Zwerenz
Ingrid Zwerenz (* 5. Oktober 1934 in Liegnitz, Provinz Niederschlesien, Deutsches Reich als Ingrid Hoffmann; † 18. November 2023 in Usingen) war eine deutsche Autorin und Publizistin. Sie schrieb unter dem Pseudonym Angelika Roth eine Kolumne.
Zwerenz studierte bis 1956 Philosophie und Germanistik in Leipzig und ab 1957 an der Freie Universität Berlin. Sie schrieb für Twen und Ossietzky.
Ingrid Zwerenz lebte gemeinsam mit Ehemann Gerhard Zwerenz, in München, Köln, Offenbach am Main und in Oberreifenberg/Taunus. Die gemeinsame Tochter Catharina Zwerenz ist Drehbuchautorin und Regisseurin.

## Bücher (Auswahl)
- 1968: Anonym. Schmäh- und Drohbriefe an Prominente
- 1974: Von Katzen und Menschenerfahrungen
- 1980: Frauen – Die Geschichte des § 218: Erzählendes Sachbuch
- 1985: Ein Loch muß in den Zaun
- 1983: Der Sex-Knigge
- 1988: Lord Billy – Der chinesische Hund, Roman einer Freundschaft
- 1991: Reisen mit Lord Billy
- 1997: Die Antworten des Herrn Z.
- 2004: Sklavensprache und Revolte: Der Blochkreis und seine Feinde in Ost und West, mit ihrem Mann Gerhard Zwerenz